# Rococó

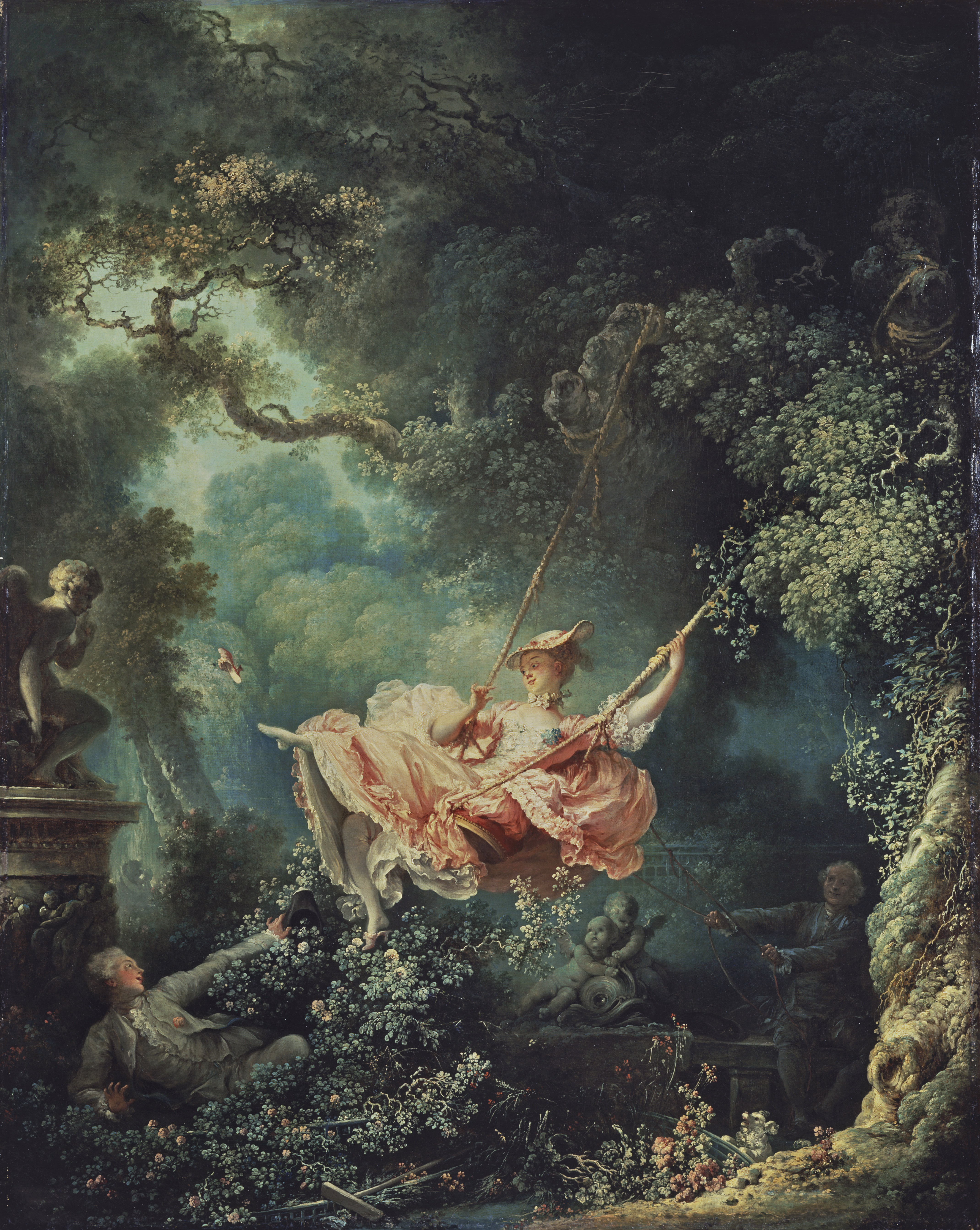
El columpio, una obra maestra de Fragonard, donde se recoge el espíritu refinado, exótico y sensual propio del rococó.

El rococó es un movimiento artístico nacido en Francia, que se desarrolla de forma progresiva entre los años 1730 y 1760, aproximadamente.[cita requerida]
Se caracteriza por el gusto por los colores luminosos, suaves y claros. Predominan las formas inspiradas en la naturaleza, la mitología, la representación de los cuerpos desnudos, el arte oriental y especialmente los temas galantes y amorosos. Es un arte básicamente mundano, sin influencias religiosas, que trata temas de la vida diaria y las relaciones humanas, un estilo que busca reflejar lo que es agradable, refinado, exótico y sensual.[cita requerida]

## Historia de la palabra Rococó
Según Étienne-Jean Delécluze, el término «rococó» fue inventado en torno al año 1797 como una broma por Pierre-Maurice Quays, alumno de  Jacques-Louis David. Supuestamente se trataría de una asociación de las palabras francesas «rocaille» y «baroque» (barroco), la primera de las cuales designa una ornamentación que imita piedras naturales y ciertas formas curvadas de conchas de moluscos. El término «rococó» tuvo durante mucho tiempo un sentido peyorativo, antes de ser aceptado a mediados del siglo XIX como un término propio de la historia del arte.
Los críticos y detractores de este estilo lo menospreciaban con la palabra rococó, que es una composición de «rocaille» (piedra) y «coquille» (concha marina), puesto que en los primeros diseños del nuevo estilo aparecían formas irregulares inspiradas en rocas marinas, algas y conchas.

## Contexto histórico y social
Su precedente se sitúa en los inicios del siglo XVIII coincidiendo con la regencia de Felipe de Orleans, cuando empezaron los tímidos cambios que anunciaban el final del estilo tardo barroco y su involución hacia la expresión de un gusto más contemporáneo, independiente y hedonista, contrapuesto al arte oficial, inflexible y ostentoso del reinado de Luis XIV. La transición del Rococó, también conocido como el «estilo Luis XV», a nuevas formas y expresiones artísticas empezó hacia 1720. Algunos historiadores del arte como Fiske Kimball establecen la génesis del rococó en diversos decoradores franceses, como Claude Audran III, Pierre Lepautre y Gilles-Marie Oppenordt.
Este estilo, llamado en su tiempo «del gusto moderno», fue despreciado por sus críticos y detractores neoclasicistas con la palabra rococó. Otras versiones buscan el origen en rocaille, un tipo de ornamentación de los decoradores de grutas de los jardines barrocos y que se distinguía por su profuso ensortijamiento. Aunque el Rococó haya sido un arte convencionalista y cortesano, es un ejemplo de cómo el arte es expresión de la vida social y de cómo un estilo puede estar dirigido a individuos dentro de dicha sociedad y no a sus monarcas o dioses.
El estilo se expresa sobre todo en la pintura, la decoración, el mobiliario, la moda y en el diseño y producción de objetos. Su presencia en la arquitectura y la escultura es menor, puesto que su ámbito fundamental son los interiores y, en menor grado, las composiciones monumentales.
Las excavaciones entre 1738 y 1748 de Pompeya y Herculano y su divulgación despertaron una verdadera fascinación por el «gusto a la griega», embrión del que, una vez consolidado, conoceríamos como Neoclasicismo y que coincide con el reinado de Luis XVI. Durante este periodo el Rococó mantuvo una gran hegemonía sobre los demás estilos.

## Historia

### Del Barroco al Rococó

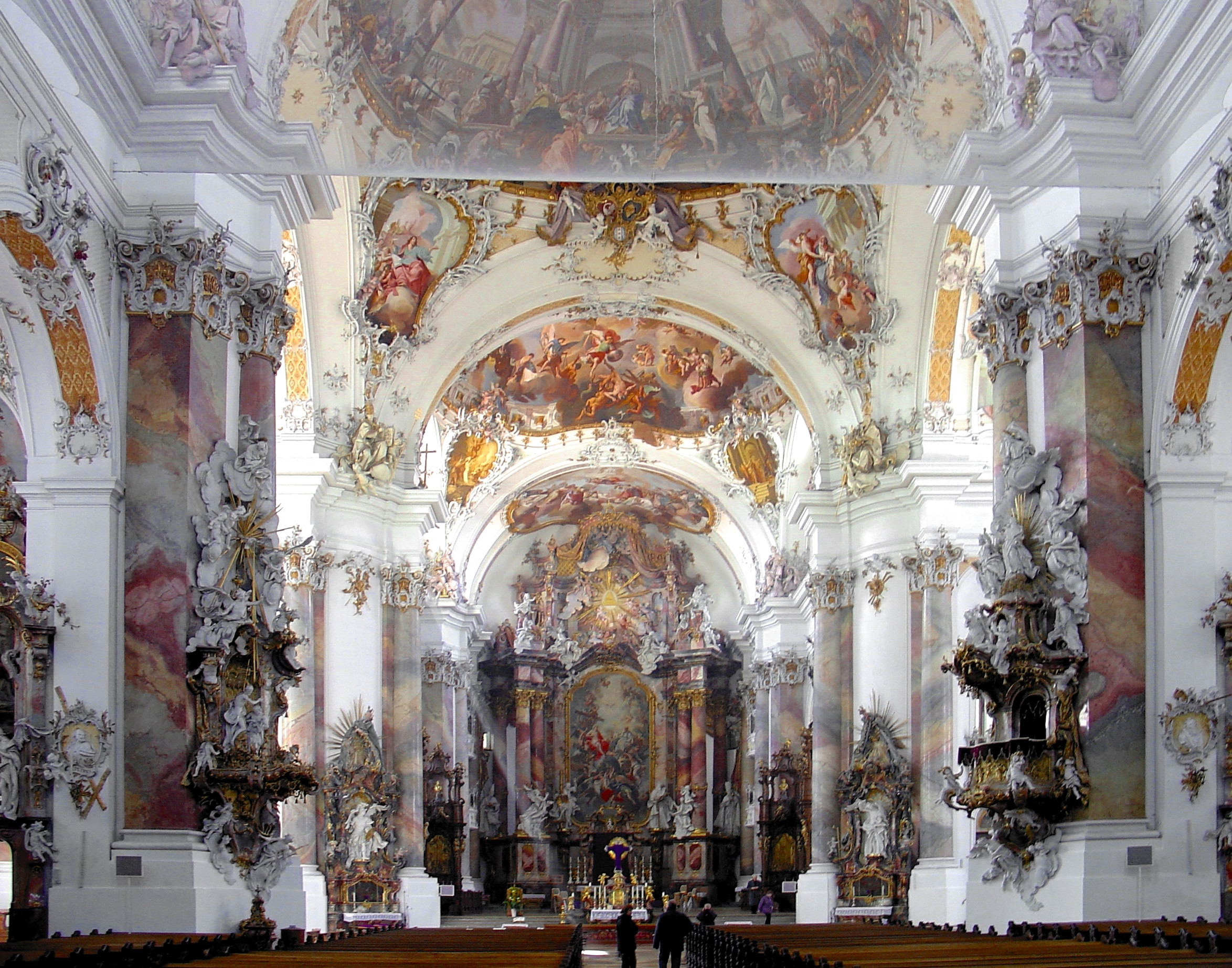
La basílica de Ottobeuren (Baviera): los espacios arquitectónicos confluyen y se dispersan, como si tomasen vida.

Durante el reinado de Luis XIV, la vida de la corte se desarrolla en el palacio de Versalles, extendiendo el cambio artístico del palacio real y permitiendo su difusión a toda la alta sociedad francesa. La delicadeza y la alegría de los motivos rococó han sido vistos a menudo como una reacción a los excesos del régimen de Luis XIV.
Si lo Barroco estaba al servicio del poder absolutista, el Rococó está al servicio de la aristocracia y la burguesía. El artista pasa a trabajar con más libertad y se expande el mercado del arte. El Rococó se presenta como un arte al servicio de la comodidad, el lujo y la fiesta. Las escenas de su pintura recogen este nuevo estilo de vida.
Con respecto a la vertiente social, se inicia un cambio en el papel de la mujer, que se convierte en organizadora de reuniones para hablar de literatura, política, juegos de ingenio o para bailar. Este entorno de alta actividad social dentro de la alta burguesía es el lugar adecuado para que los artistas se promocionen y hagan clientes. Los motivos del Rococó buscan reproducir el sentimiento típico de la vida aristocrática, libre de preocupaciones, o de novela ligera, más que batallas heroicas o figuras religiosas. [cita requerida]

### Desarrollo y extensión

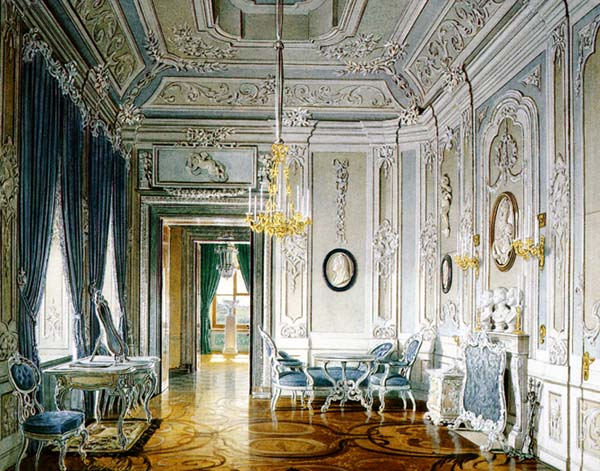
Interior de estilo rococó del palacio de Gatchina, cerca de San Petersburgo, en Rusia.

En el desarrollo y extensión del nuevo estilo dentro de la sociedad francesa, jugó un papel clave la influencia de Jeanne Antoinette Poisson, marquesa de Pompadour y amante del rey. Su interés por el arte que, como aficionada, practicaba asesorada por François Boucher o Quentin de La Tour, se transmitió a las clases acomodadas de París. La década de 1730 fue el periodo de mayor vitalidad y desarrollo del Rococó en Francia. El estilo se inició en la arquitectura y llegó al mobiliario, la escultura y la pintura (entre los trabajos más significativos, encontramos los de los artistas Jean-Antoine Watteau y François Boucher). El estilo rococó se difunde sobre todo gracias a los artistas franceses y a las publicaciones de la época.
Fue rápidamente acogido en la zona católica de Alemania, Bohemia y Austria, donde se fusiona con el Barroco germánico. En particular al sur, el Rococó germánico fue aplicado con entusiasmo en la construcción de casas y palacios; los arquitectos a menudo adornan los interiores con «nubes» de estuco blanco.
En Italia, el estilo tardobarroco de Francesco Borromini y Guarino Guarini evoluciona hacia el Rococó en Turín, Venecia, Nápoles y Sicilia, mientras que el arte en la Toscana y en Roma se mantiene todavía fuertemente ligado al Barroco, pero con sus características básicas muy marcadas.
En Inglaterra, el nuevo estilo fue considerado como «el gusto francés por el arte». Los arquitectos ingleses no seguirían el ejemplo de sus colegas continentales, a pesar de que la platería, la porcelana y las sedas sí estuvieron fuertemente influenciadas por el Rococó. Thomas Chippendale transformó el diseño del mobiliario inglés mediante el estudio y la adaptación del nuevo estilo. William Hogarth contribuyó a crear una teoría sobre la belleza del Rococó; sin referirse intencionadamente al nuevo estilo, afirmaba en su obra Análisis de la belleza (1753) que la curva en S presente en el Rococó era la base de la belleza y de la gracia presente en el arte y en la naturaleza.

### Declive del Rococó
El fin del Rococó se inicia en torno a 1760, cuando personajes como Voltaire y Jacques-François Blondel extienden la crítica sobre la superficialidad y la degeneración del arte. Blondel, en particular, se lamentó de la «increíble mezcla de conchas, dragones, cañas, palmas y plantas» del arte contemporáneo. En 1780 el Rococó deja de estar de moda en Francia y es reemplazado por el orden y la seriedad del estilo neoclásico impulsado por Jacques-Louis David.
El Rococó se mantuvo popular fuera de las grandes capitales y en Italia hasta la segunda fase del Neoclásico, cuando el llamado estilo Imperio se impone gracias al impulso del gobierno napoleónico.
Un renovado interés por el Rococó aparece entre 1820 y 1870. Inglaterra es la primera en revalorar el estilo Luis XIV, que es como se denominaba erróneamente al comienzo. Con esta moda, se llegaron a pagar cifras importantes por objetos rococó de segunda mano que se podían encontrar en París. En Francia, sólo artistas importantes como Delacroix y mecenas como la emperatriz Eugenia dan valor nuevamente al estilo.

## El Rococó aplicado al arte

### Mobiliario y objetos decorativos durante el periodo Rococó

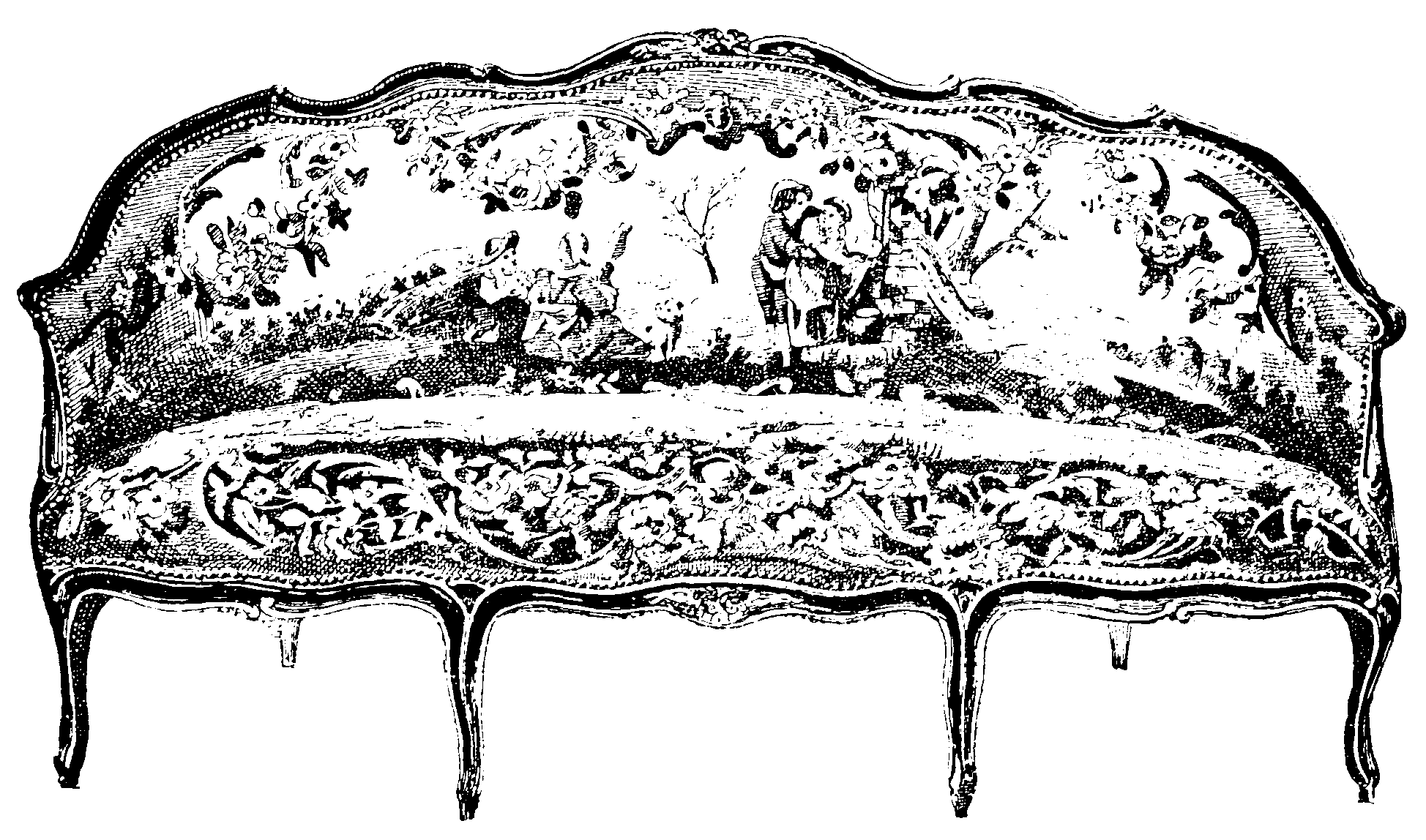
Diván de estilo rococó.

La temática ligera pero intrincada del diseño rococó se adecúa mejor a los objetos de talla reducida que a la arquitectura y a la escultura. No sorprende por lo tanto que el Rococó francés fuera utilizado sobre todo en el interior de las casas. Figuras de porcelana, platería y, ante todo, el mobiliario incorporan la estética del Rococó cuando la alta sociedad francesa quiere adecuar sus casas al nuevo estilo.
El Rococó aprecia el carácter exótico del arte chino y, en Francia, se imita este estilo en la producción de porcelana y vajilla de mesa.
Los diseñadores franceses, como François de Cuvilliés y Nicolas Pineau, exportan el estilo a Múnich y San Petersburgo, mientras el alemán Juste-Aurèle Meissonier se trasladó a París, si bien hace falta considerar a Simon-Philippe Poirier como el precursor del Rococó en París. El Rococó inglés tiende a ser más moderado. El diseñador de muebles Thomas Chippendale mantiene la línea curva pero menos ampulosa que la del mueble francés. El mayor exponente del Rococó inglés fue, probablemente, Thomas Johnson, un escultor y proyectista de muebles ubicado en Londres a mediados de 1700.

### Arquitectura

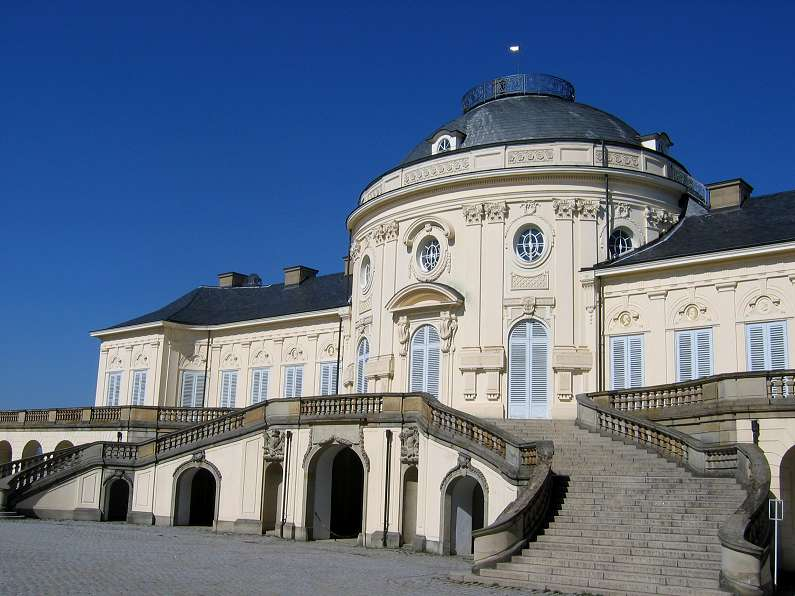
Palacio Solitude (Stuttgart), un exponente de la arquitectura rococó en la Alemania meridional.

Una de las características del estilo rococó será la marca de diferencia entre exteriores e interiores. El interior será un lugar de fantasía y colorido muy recargado, mientras la fachada se caracterizará por la sencillez y la simplicidad. Se abandonan los órdenes clásicos, y las fachadas de los edificios se distinguirán por ser lisas, teniendo, como mucho, unas molduras para separar plantas o enmarcar puertas y ventanas. La forma dominante en las edificaciones rococó era la circular. Un pabellón central, generalmente entre dos alas bajas y curvas y, siempre que era posible, rodeado de un jardín o inmerso en un parque natural. Otras edificaciones podían tomar la forma de pabellones encadenados, en contra del típico edificio «bloque», propio de la etapa anterior.
En este momento la ventana aumenta progresivamente de medida, hasta la puertaventana o «ventana francesa», obteniendo una interrelación entre interior y exterior que consigue la ideal fusión con la naturaleza, con el paisaje y el entorno. Se descartan los marcos en ángulo recto, demasiado rígidos, y se adoptan ventanas arqueadas. Se elimina o reduce el uso de esculturas monumentales, limitándolas a la ornamentación de los jardines.
En cualquier caso, el aspecto más destacable de los interiores rococós es la distribución interna. Los edificios tienen estancias especializadas para cada función y una distribución muy sencilla. Las habitaciones se diseñan como un conjunto que, con una marcada funcionalidad, combina ornamentación, colores y mobiliario.
El Rococó tuvo una vida corta, desarrollada en París y gran influencia en Europa. Surge como una reacción a lo propuesto al barroco, sigue con su idealismo de los adornos exuberantes pero esta vez lo lleva a otro nivel. Da lugar a un estilo más “elegante” que su predecesor , con la características de quiebre con la simetría, juegos con el uso de la curva e implementa revestimientos donde no permite distinguir claramente las terminaciones interiores. También el uso de las tonalidades pastel y el uso del oro en revestimientos, todo se convierte en una vorágine de información visual que intenta demostrar las riquezas de las familias aristocráticas.
Por su misma naturaleza, estas tendencias arquitectónicas tuvieron muy poco reflejo en las construcciones oficiales, fueran laicas o eclesiásticas. En cambio, el nuevo estilo fue perfecto para las residencias de la nobleza y la alta burguesía, las clases más ansiosas de cambiar según los nuevos cánones y las más dotadas de medios económicos para conseguirlo.
En Alemania, especialmente en Baviera, el Rococó entra con mucha fuerza y supera las fórmulas barrocas. Destaca, a diferencia de Francia, la capacidad de adecuar el estilo a construcciones religiosas que consiguió el Rococó alemán. Entre los autores de las obras más destacadas encontramos a artistas franceses y alemanes como François de Cuvilliés, Johann Balthasar Neumann y Georg Wenzeslaus von Knobelsdorff, que realizaron la preparación de Amalienburg cerca de Múnich, la residencia de Wurzburgo, Sanssouci en Potsdam, Charlottenburg en Berlín, los palacios de Augustusburg y Falkenlust en Brühl, el palacio de Bruchsal, el palacio Solitude de Stuttgart y Schönbrunn en Viena. El Pabellón de caza de Stupinigi por Filippo Juvara, el Palácio de Queluz por Mateus Vicente de Oliveira y Manuel Caetano de Sousa o el Palacio Catalina por Bartolomeo Rastrelli. 

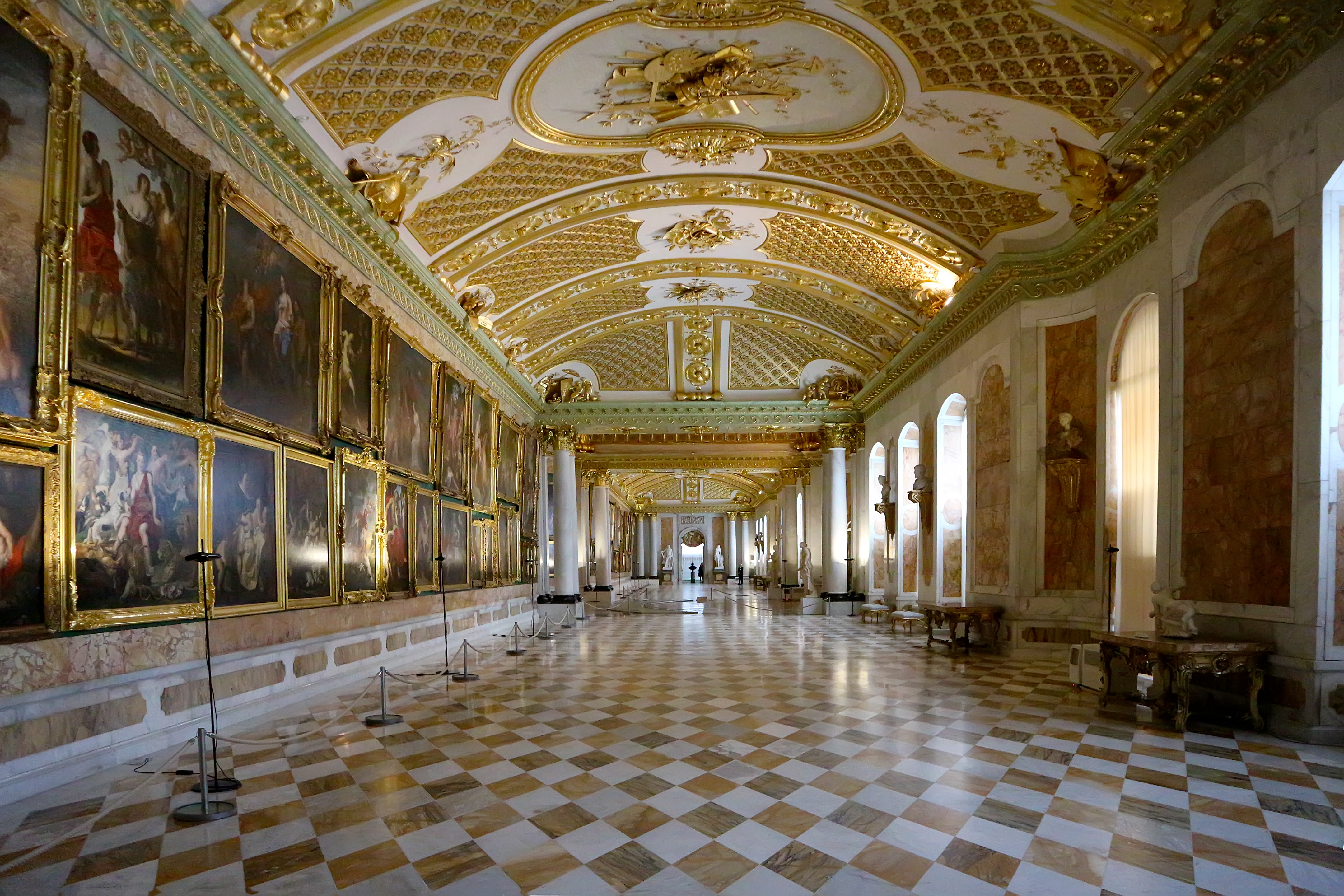
Bildergalerie Palacio de Sanssouci, 1755-1764.

### Pintura

Embarque a la isla de Cythera de Jean-Antoine Watteau (1721, Louvre).

A pesar de que el Rococó debe su origen puramente a las artes decorativas, el estilo mostró su influencia también en la pintura, llegando a su máximo esplendor en la década de 1730. Esta pintura debe llamarse propiamente Pintura Galante y no Pintura Rococó, pues este término engloba el contexto estético en que se encontraba. Los pintores usaron colores claros y delicados y las formas curvilíneas, decoran las telas con querubines y mitos de amor. Sus paisajes con fiestas galantes y pastorales a menudo recogían comidas sobre la hierba de personajes aristocráticos y aventuras amorosas y cortesanas. Se recuperaron personajes mitológicos que se entremezclan en las escenas, dotándolas de sensualidad, alegría y frescura.
El retrato también fue popular entre los pintores rococós, en el que los personajes son representados con mucha elegancia, basada en la artificialidad de la vida de palacio y de los ambientes cortesanos, reflejando una imagen amable de la sociedad en transformación.
Jean-Antoine Watteau (1684–1721) es considerado el más importante pintor rococó, creador de un nuevo género pictórico: las fêtes galantes (fiestas galantes), con escenas impregnadas con un erotismo lírico. Watteau, a pesar de morir a los 37 años, tuvo una gran influencia en sus sucesores, incluidos François Boucher (1703–1770) y Jean-Honoré Fragonard (1732–1806), dos maestros del periodo tardío. También el toque delicado y la sensibilidad de Thomas Gainsborough (1727–1788) reflejan el espíritu rococó.

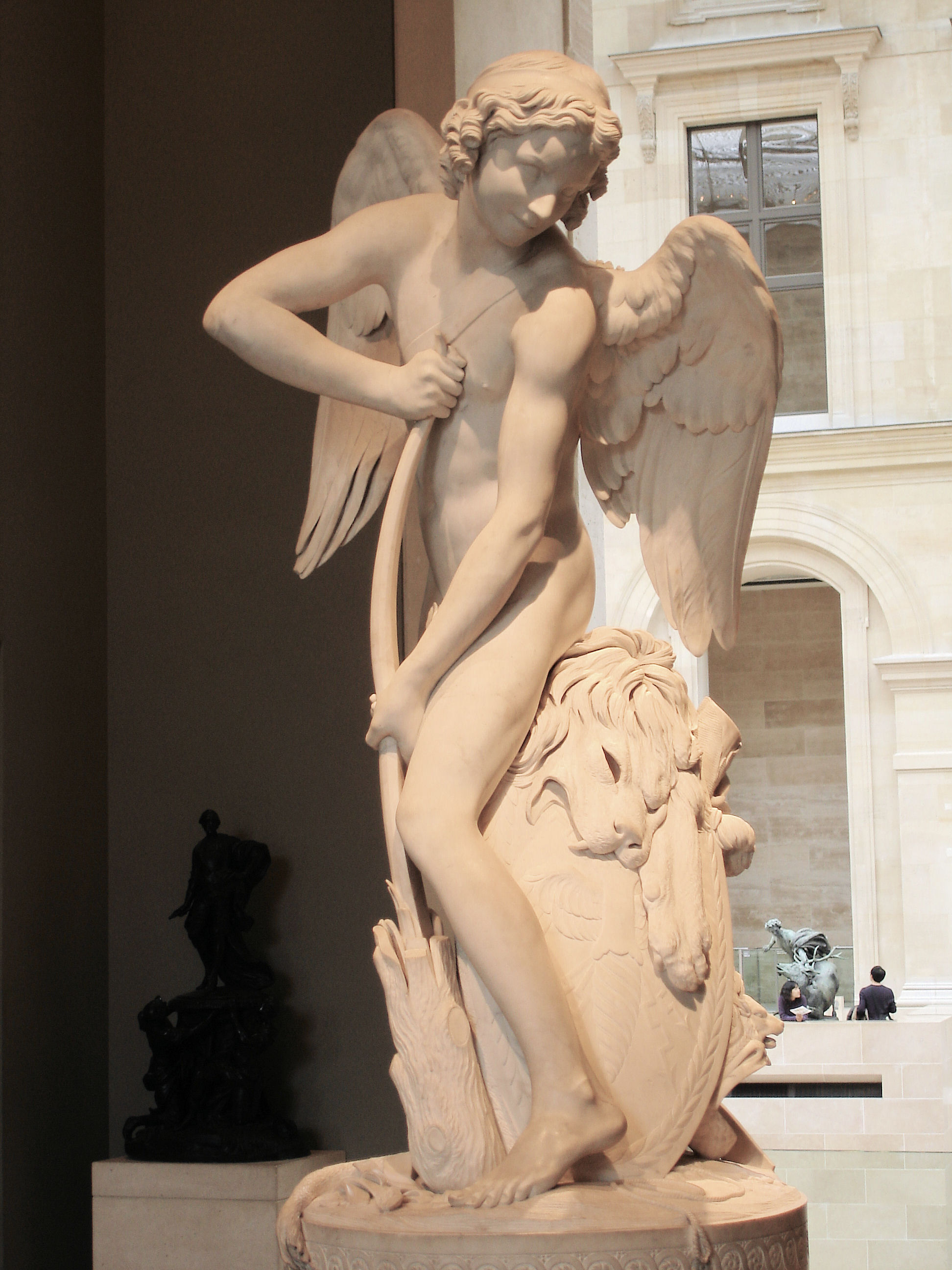
Cupido de Edmé Bouchardon (1750).

### Escultura
La escultura es otra área en la cual intervinieron los artistas del rococó. Étienne-Maurice Falconet (1716–1791) es considerado uno de los mejores representantes del Rococó francés. En general, este estilo fue expresado mejor mediante la delicada escultura de porcelana, más que con estatuas marmóreas e imponentes. El mismo Falconet era director de una famosa fábrica de porcelana en Sèvres. Los motivos amorosos y alegres son representados en la escultura, así como la naturaleza y la línea curva y asimétrica.
El diseñador Edmé Bouchardon representó a Cupido tallando sus dardos de amor con el garrote de Hércules, un símbolo excelente del estilo rococó. El semidiós es transformado en un niño tierno, el garrote que rompe huesos se transforma en flechas que golpean el corazón, en el momento en que el mármol es sustituido por el estuco. En este periodo podemos mencionar a los escultores franceses Jean-Baptiste Lemoyne, Robert le Lorrain, Michel Clodion y Pigalle.

### Música
El estilo galante fue el equivalente del Rococó en la historia de la música, situado entre la música barroca y la música clásica, y no es fácil definir este concepto con palabras. La música rococó se desarrolló al margen de la música barroca, particularmente en Francia. Puede ser considerada como una música muy intimista realizada de forma extremadamente refinada. Entre los máximos exponentes de esta corriente se puede citar a Jean Philippe Rameau, François Couperin, Georg Philipp Telemann, Baldassare Galuppi, Johann Schobert, Leopold Mozart, Carl Philipp Emanuel Bach y Johann Christian Bach.

## El Rococó en Francia

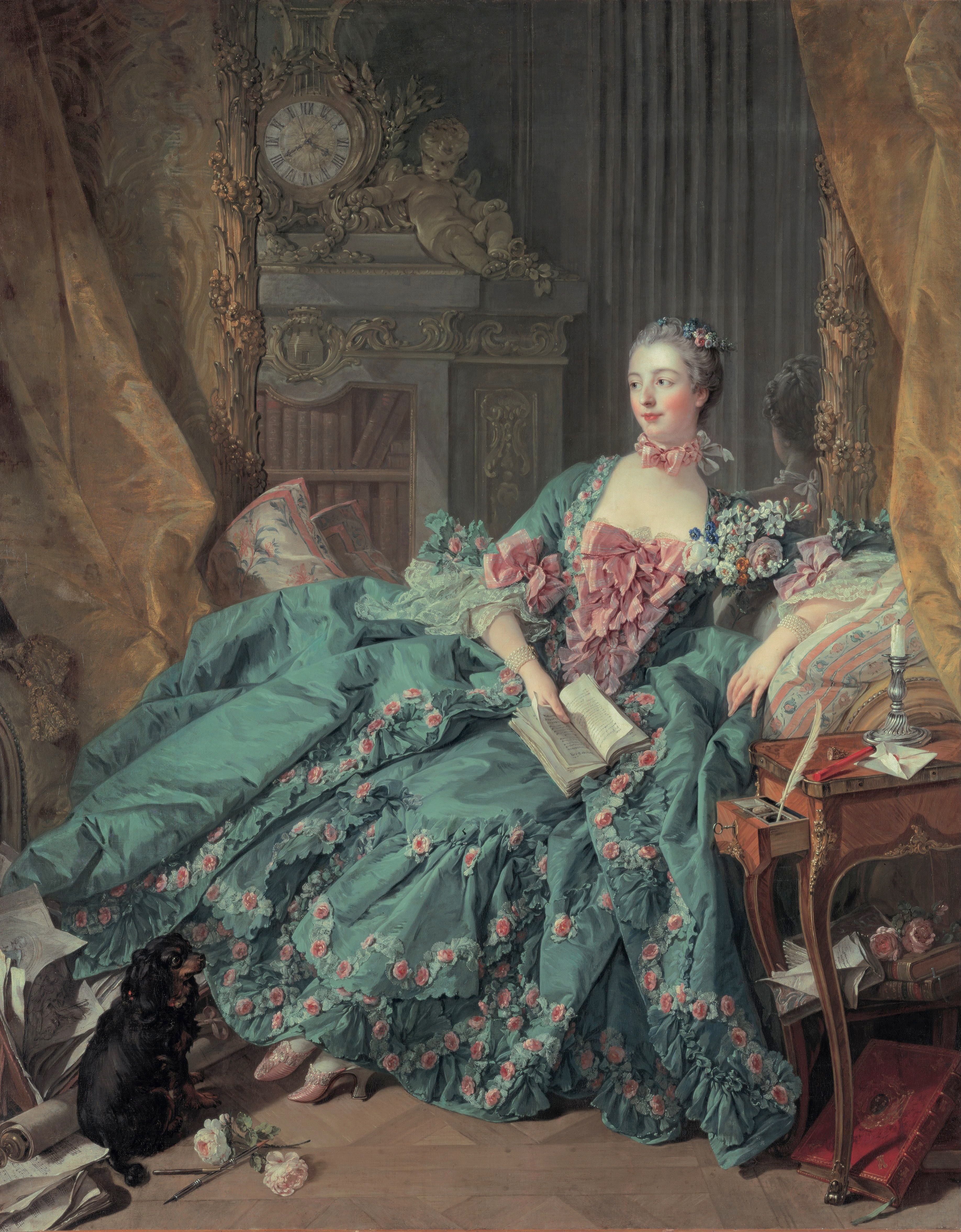
Madame de Pompadour

Francia es la cuna del estilo y desde aquí se expande al resto de Europa, especialmente a los países de lengua germánica, donde adquiere una fuerza extraordinaria debido a las fuertes relaciones de Federico II de Prusia con la corona de Francia.

### Mobiliario
El diseño de muebles es la principal actividad de toda una dinastía de ebanistas parisienses, alguno de los cuales había nacido en Alemania, que desarrollan un estilo de línea curva en tres dimensiones, donde las superficies embarnizadas se completaban con marquetería de bronce. La factura de estas obras corresponde, mayoritariamente, a Antoine Gaudreau, Charles Cressent, Jean-Pierre Latz, Françoise Oeben y Bernard van Risen Burgh.
En Francia el estilo se mantiene muy sobrio, puesto que los ornamentos, principalmente de madera, eran menos macizos y se presentaban como composiciones de motivos florales, escenas, máscaras grotescas, pinturas e incrustaciones de piedra.
La tapicería fue un capítulo importante para conseguir comodidad en el mueble. Los asientos llegaron a cotas de comodidad inimaginables pocos años antes. La tendencia general a favor del lujo y del confort hizo que los cortesanos y los asiduos asistentes a los salones pudieran ahora sentarse (e incluso reclinarse y estirarse) en las reuniones, a diferencia de la época anterior, en la que había sido obligatorio permanecer de pie por cuestiones de protocolo. Este nuevo concepto de la comodidad y una actitud más despreocupada respecto al cuerpo humano (al cual se permitía en momentos de intimidad evadirse y librarse de rígidas posturas), la inquietud por desarrollar actividades intelectuales y lúdicas en los espacios privados, propicia el desarrollo de nuevos diseños de muebles.

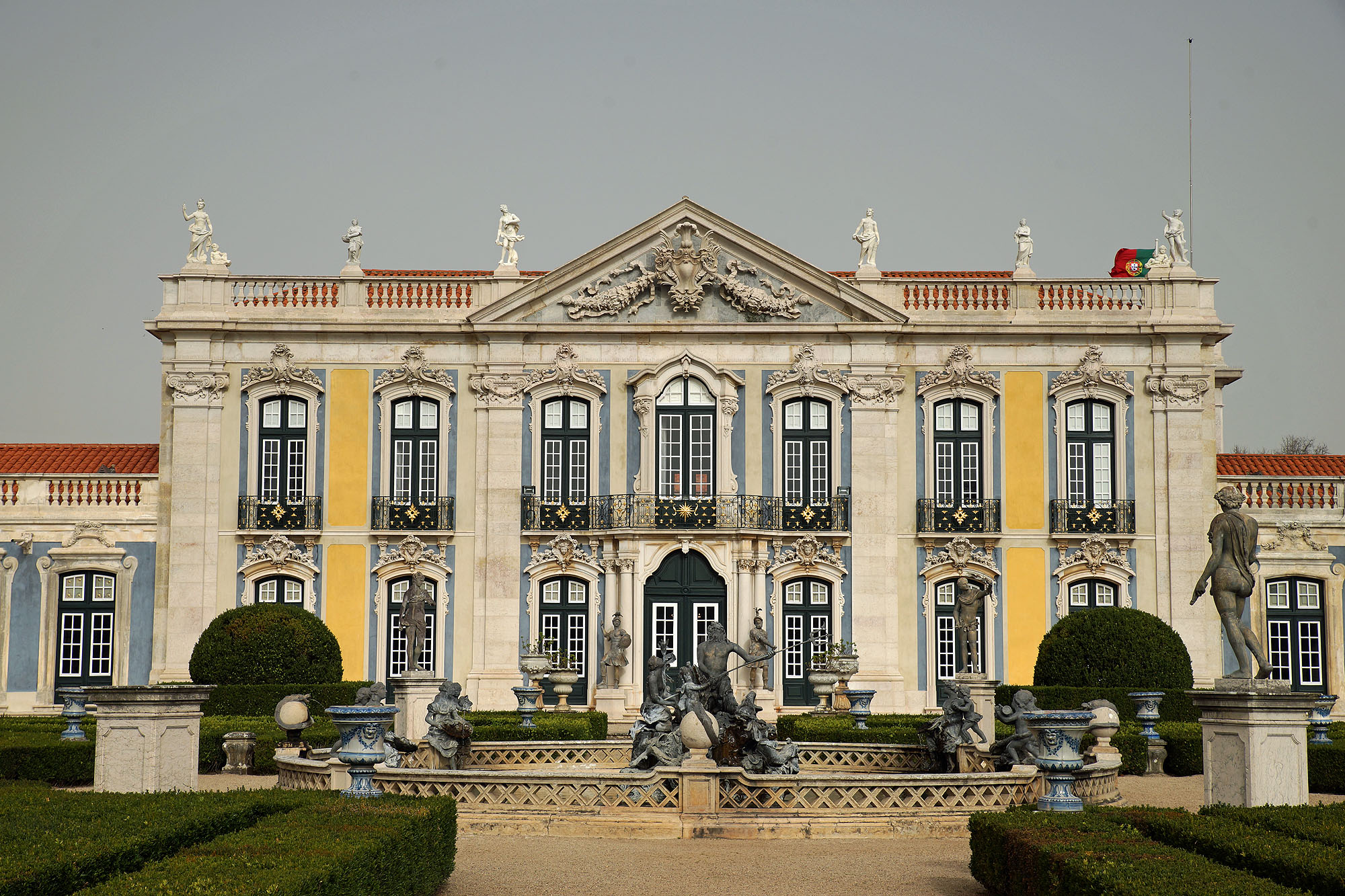
Palacio de Queluz, 1747-1846.

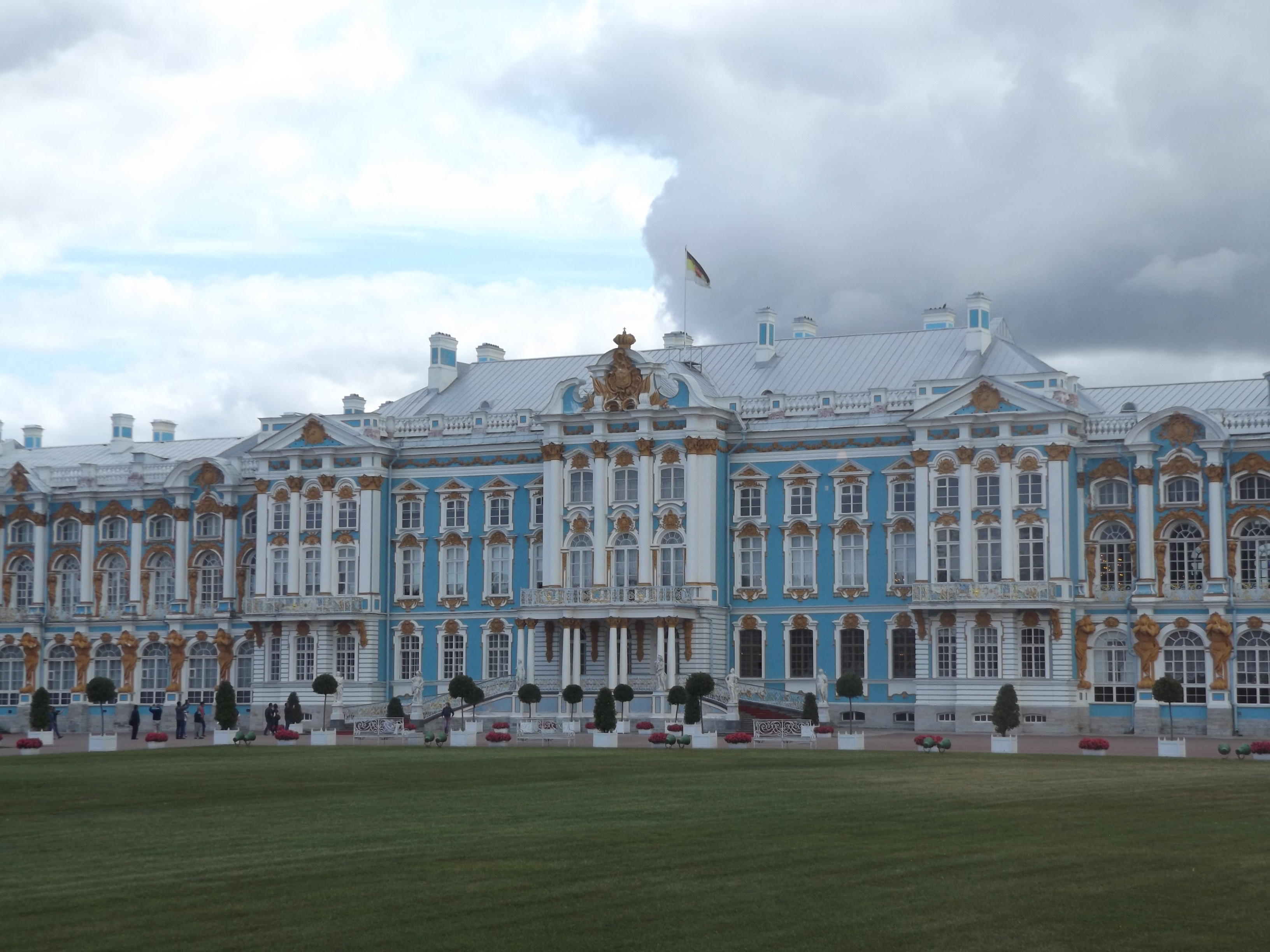
Palacio de Catalina, 1717

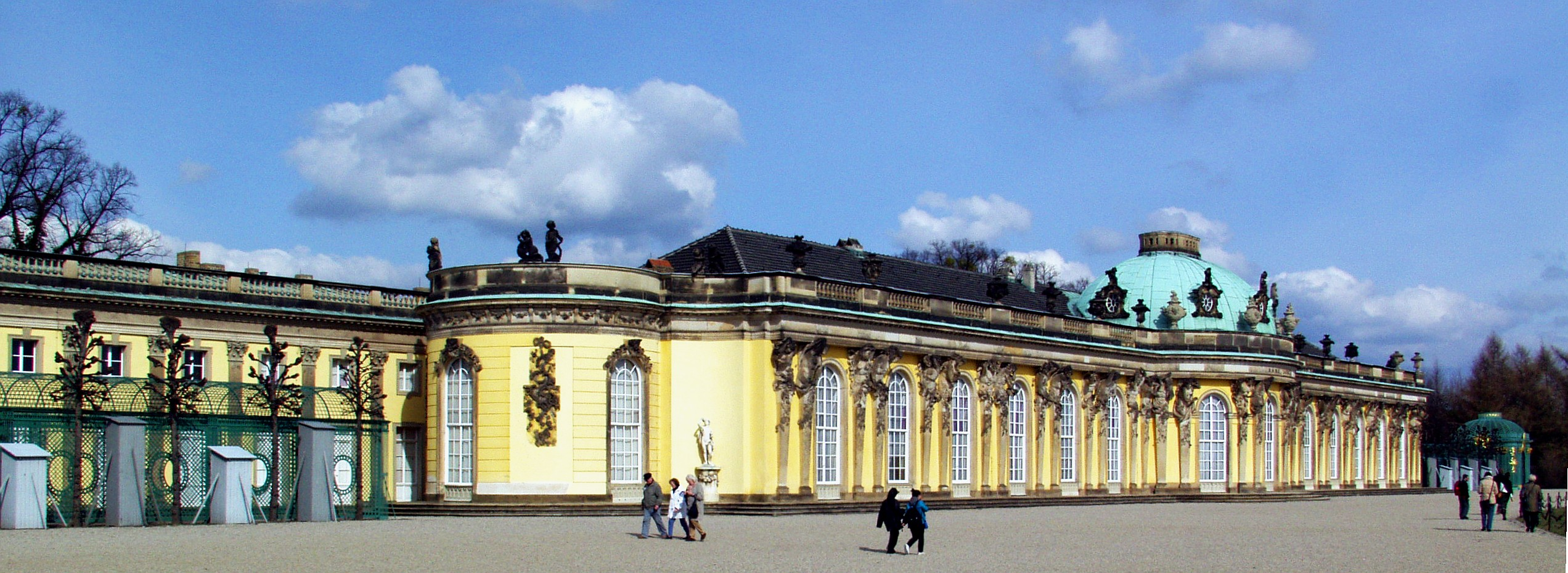
Palacio de Sanssouci, Potsdam.

### Arquitectura
Con el alejamiento de la cultura de los palacios de la corte, las construcciones características de esta época fueron las casas alejadas del centro de ciudad o en medio del campo: «folies», «bergeries», «bagatelles» o «ermitages». En residencias urbanas, el «hôtel» o mansión en la ciudad, la planta se divide en unidades espaciales relativamente pequeñas con lo cual se obtienen ámbitos especializados, de diferente medida según su función: salón, comedor, cuarto, antecámara, galería, gabinete.
De esta forma apareció una distribución más práctica que la anterior de «enfilade», ahora las habitaciones serían independientes y con acceso individual. Se cortaron oblicuamente las esquinas de las habitaciones para colocar escaleras secundarias en los espacios ganados y estos se comunicaron entre sí mediante pasillos, corredores y galerías.
Entre los representantes más destacados encontramos a Jean Courtonne y a Robert de Cotte, nombrado arquitecto de la corte, y que intervino en la casi totalidad de las obras importantes que se hicieron en Francia durante 30 años.  

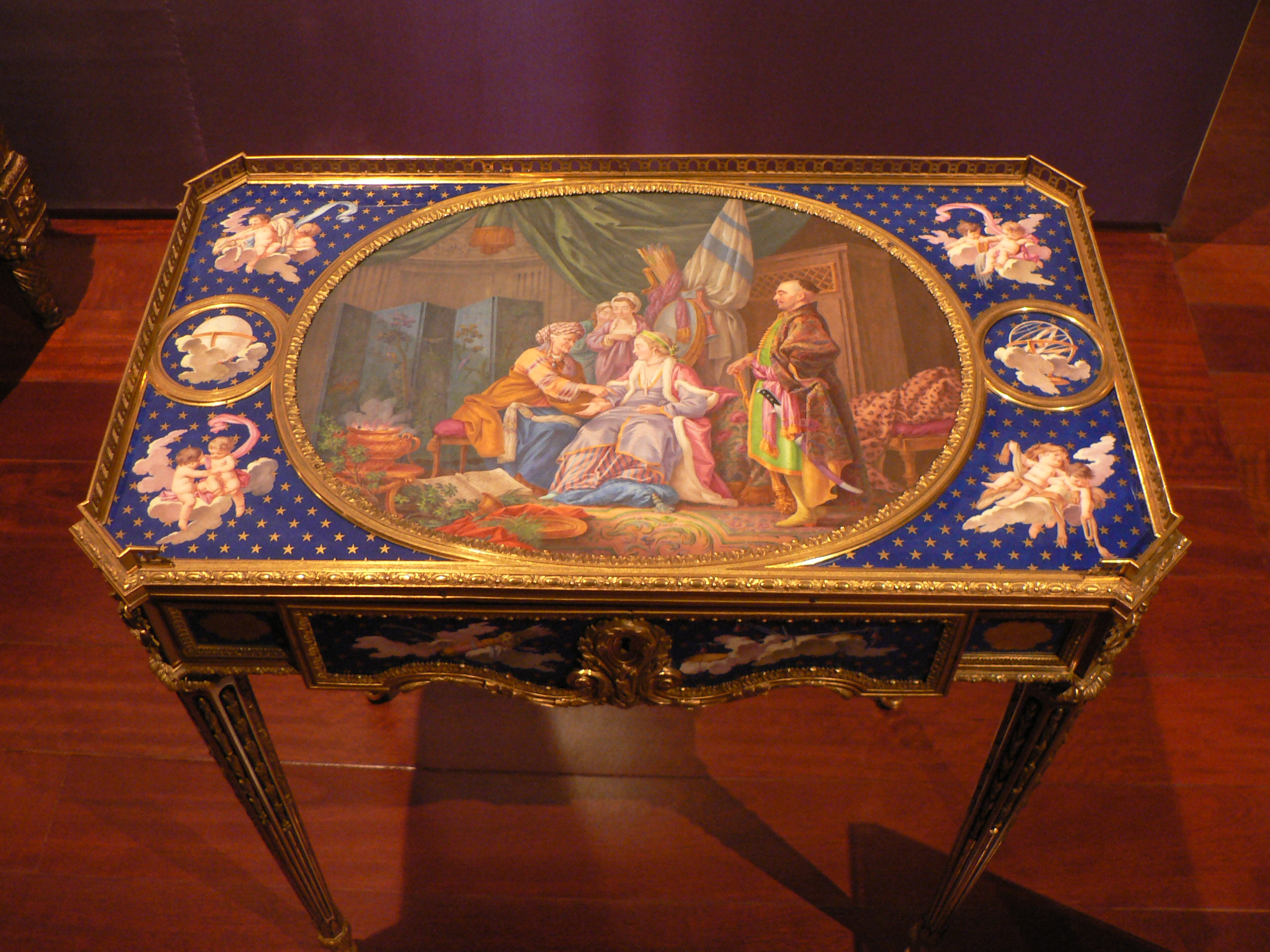
Mesa de la factoría de Sèvres de Martin Carlin. 1772.

### Escultura y objetos de porcelana
Francia ocupó un lugar importante a la producción de porcelana durante el siglo XVIII. Se fabricó en Ruan, Estrasburgo, Saint-Cloud, Mennecy, Chantilly y en la Manufactura Real de porcelana de Sèvres.
Después de unos inicios difíciles (1741) en Vincennes, la Manufactura Real se trasladó a Sèvres en 1756. La porcelana de Sèvres se caracterizaba por sus dibujos rodeados de ornamentación de rocalla sobre fondo blanco, aunque este blanco pasó rápidamente a colores de tonos muy vivos como el bleu de Roi (posterior al Rococó), el amarillo vivo, el azul turquesa, y el rosa Pompadour (a partir de 1757), de moda durante diez años y que se denominó así como reconocimiento al interés personal de Madame Pompadour en el desarrollo de las Manufacturas.
A partir de la década de 1750 se puso de moda la colocación de placas de Sèvres como decoración de muebles pequeños o accesorios. Bernard van Risen Burgh fue el primero ebanista conocido que decoró sus obras con placas de porcelana, una práctica que rápidamente se hizo popular. Fueron muy utilizados por los ebanistas Martin Carlin y Weisweiler.

## El Rococó en Italia

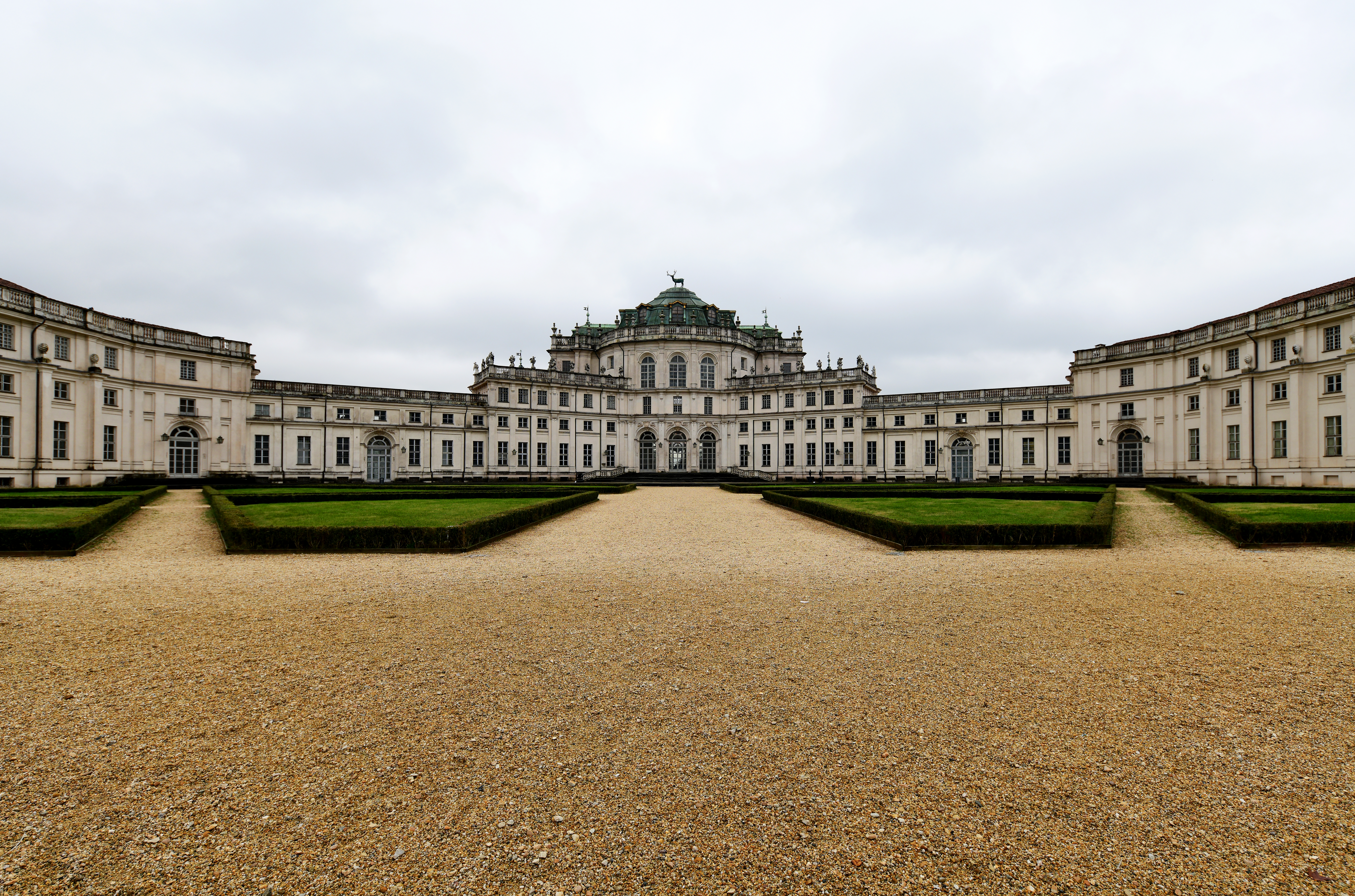
El Pabellón de caza de Stupinigi.

Las Guerras Italianas tuvieron como resultado la hegemonía del poder español sobre Italia. Aunque muchos estados, como por ejemplo Venecia, no pertenecieron a la Corona española, Italia dependió de España para recibir protección de las agresiones externas. El control de España fue reemplazado con la hegemonía austriaca en el siglo XVIII a excepción de algunos pocos estados que permanecieron bajo el control español.
También en Italia, siguiendo el ejemplo francés, creó el Rococó una notable renovación, sobre todo en el sector de la decoración de interiores y en la pintura. Se dio sobre todo en la región del norte (Liguria, Piamonte, Lombardía y Véneto), mientras que en la Italia central, por la influencia de la iglesia, el estilo no se desarrolla de forma sensible.
En cambio en Sicilia se desarrolló una evolución del Barroco de carácter propio, de gusto más españolizante, muy similar al plateresco.

### Arquitectura

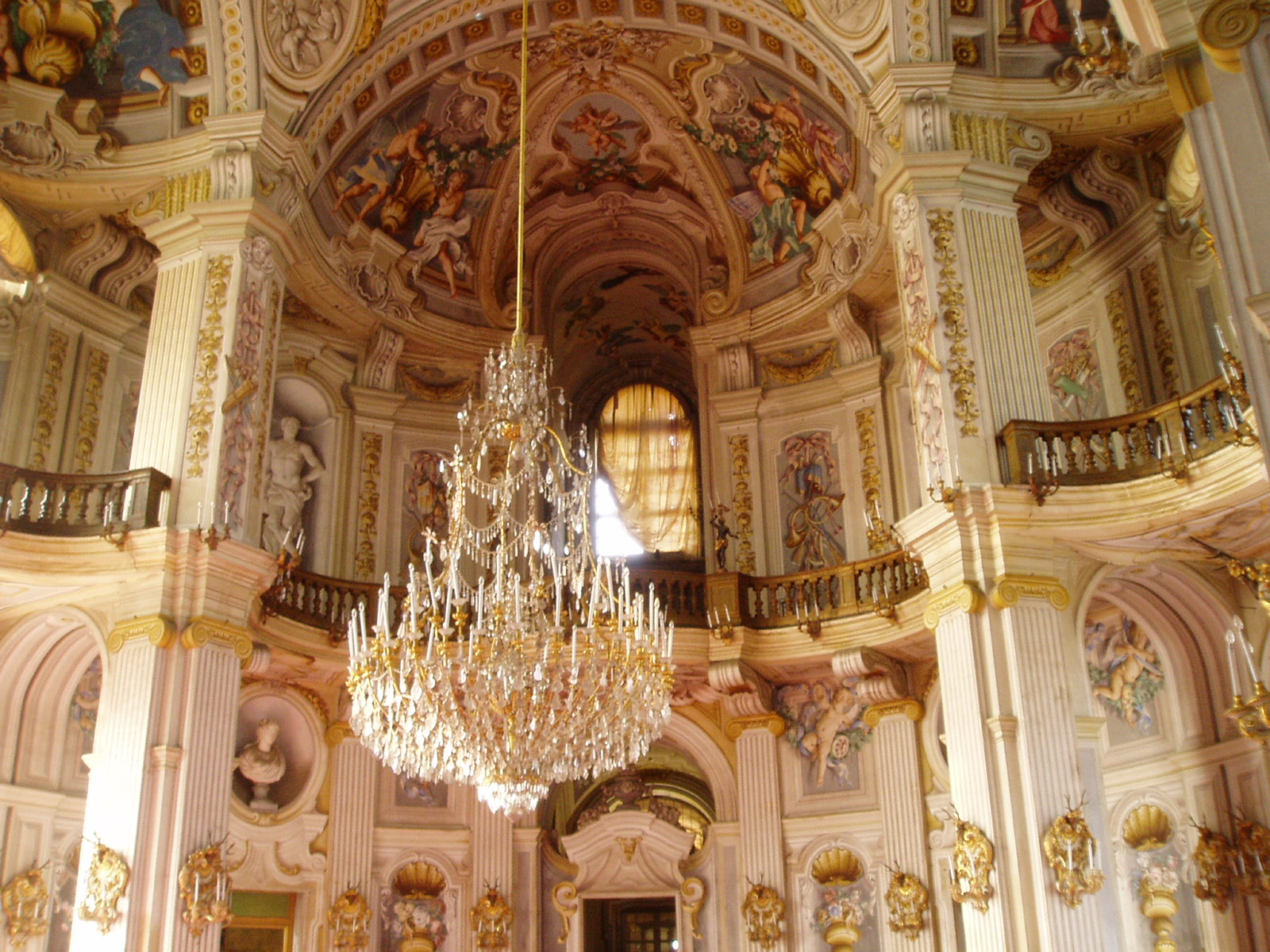
Salón central de Stupinigi.

Los mayores representantes estilo rococó en la arquitectura italiana son Guarino Guarini, muy activo en el Piamonte y en Mesina, y Filippo Juvarra que trabaja mucho en Turín como arquitecto de la casa de Saboya.
Las obras más importantes de Guarino Guarini son: la iglesia de San Filippo, la iglesia de los Padres Somaschi y la casa de los padres teatinos, todas en Mesina, la capilla del Santo Sudario de Turín y el palacio Carignano también en Turín.
Entre las realizaciones más importantes de Filippo Juvara existen: la cúpula de la Basílica de San Andrés en Mantua, la cúpula de la catedral de Como, el campanario de la catedral de Belluno, la basílica de Superga cerca de Turín, el castillo de Rivoli, el pabellón de caza de Stupinigi, el Palacio de Venaria Reale y el palacio Madama en Turín.

### Pintura

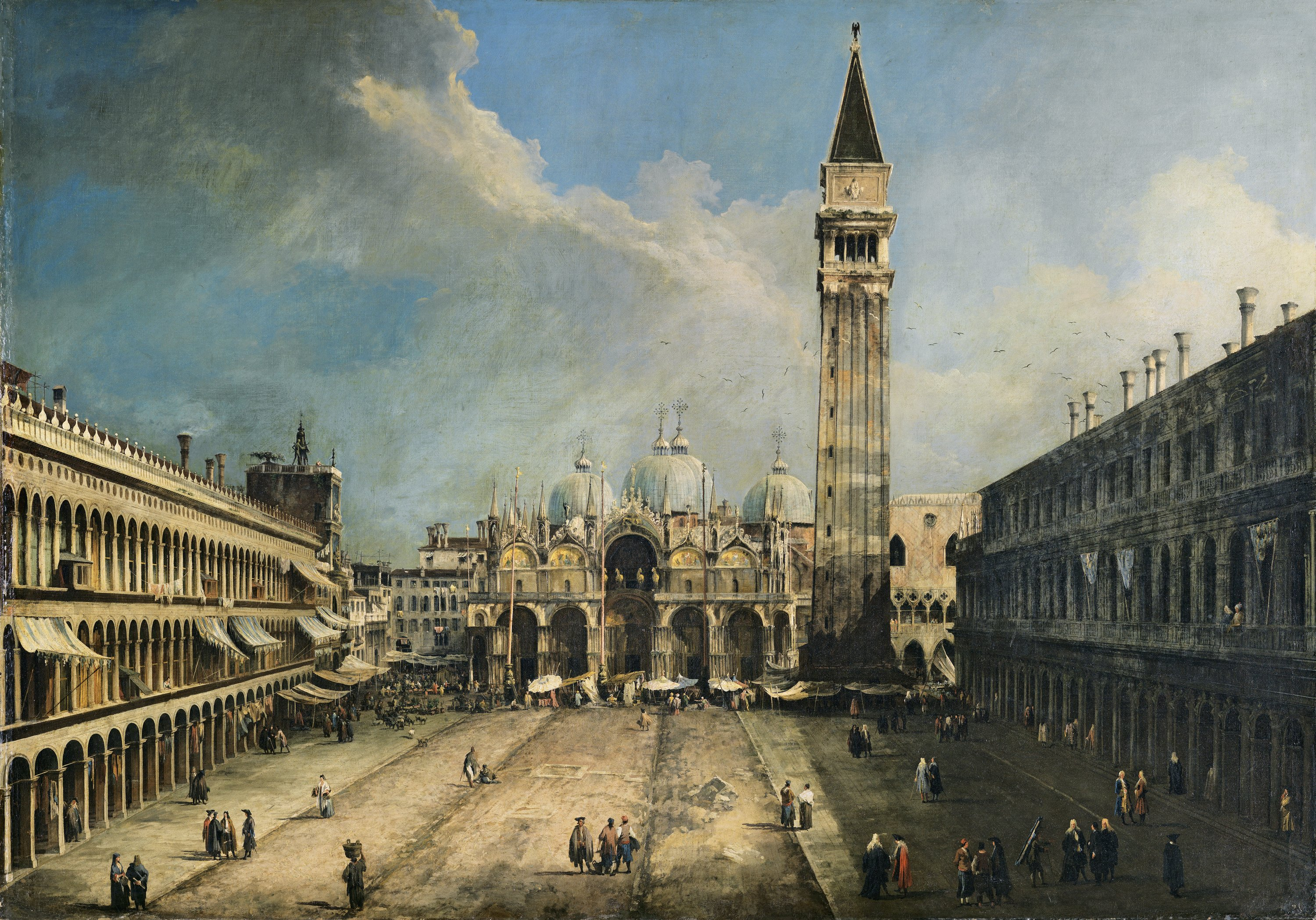
Plaza de San Marcos, Canaletto (1723).

En el campo de la pintura, los mayores intérpretes del Rococó se pueden considerar los artistas que trabajaron en la República de Venecia, destacando los grandes paisajes detallistas con representaciones de los principales espacios de la ciudad: los canales, la plaza de San Marco y el Palacio Ducal, siguiendo la corriente llamada veduta.
Entre las figuras más importantes a considerar encontramos: Giovanni Battista Tiepolo de quien destaca el Retrato de Antonio Riccobono, San Rocco y Hércules sofoca a Anteo. Tiepolo pasó cuatro años en Wurzburgo antes de volver a Venecia y finalmente fue a trabajar en Madrid, a la corte de Carlos III, ciudad en la que murió finalmente. Giovanni Antonio Canal, conocido como Canaletto, que realizó obras entre otras: Plaza de San Marcos, San Cristobal, San Miguel y Murano, Los caballos de San Marcos en la plaza, El campo de Rialto en Venecia y Paseo fluvial con columna y arco de triunfo. Canaletto también trabajó en Inglaterra pero sin llegar al esplendor de los paisajes de su ciudad natal. Francesco Guardi, con un estilo al toque, representa con sus paisajes más difuminados y oscuros la República que se hunde, realizando cerca de ochocientos sesenta obras entre las cuales destacan Milagro de un santo dominico, Concierto en el Casino de los Filarmonici y La Caridad.

### Escultura
En el sector de la escultura, el más pobre en este periodo, se distingue Giacomo Serpotta que, sobre todo en Palermo, realizó obras para varias iglesias de la ciudad, entre las que podemos citar los oratorios de Ciudad Santa, de San Lorenzo y del Rosario en San Doménico y la iglesia de San Francisco de Asís. Se puede considerar que algunos escultores que realizaron fuentes en Roma y en el palacio de Caserta se inspiraron en el estilo Rococó.

## El Rococó en España

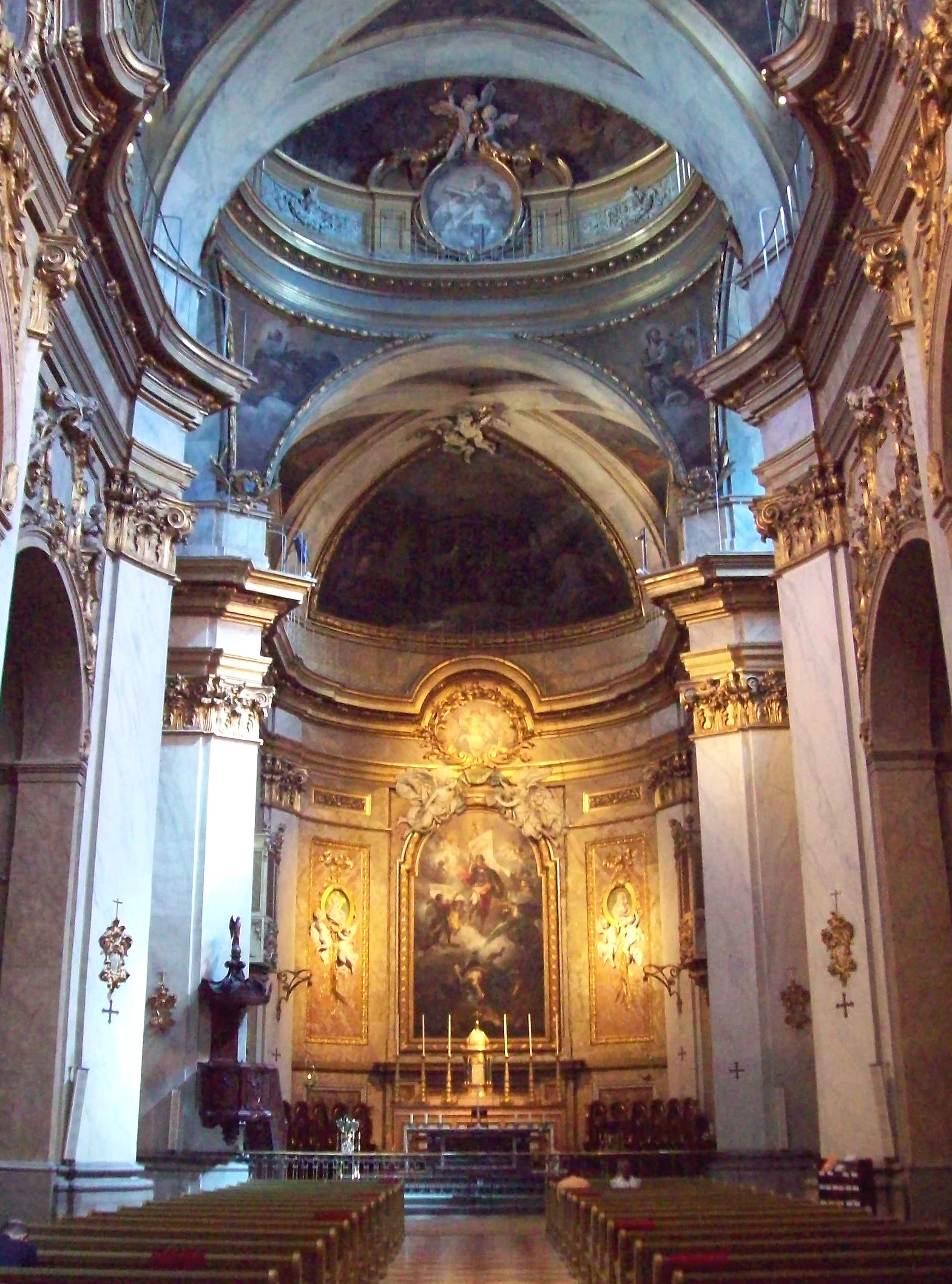
Interior de la basílica pontificia de San Miguel (1739-45), en Madrid.

En el siglo XVIII, el barroco español camina hacia un estilo mucho más ornamentado. La escultura, la pintura y la talla se funden con la arquitectura, en ocasiones para animar los clásicos esquemas arquitectónicos que continúan vigentes en plantas y alzados. Frente a los exteriores, por lo general austeros, se crean interiores vibrantes. Este barroco tardío -que emplea con profusión motivos ornamentales como la hoja de acanto, de raíz clásica- comienza a impregnarse en la década de 1730 de la influencia del Rococó francés, ejemplarizada fundamentalmente en la difusión de un nuevo motivo ornamental: la rocalla (del francés rocaille), consistente en complicados juegos de "C" y "S" que generan formas asimétricas y que también recuerdan a formas marinas. La rocalla comenzó a conocerse en España a través de tres vías fundamentales: su difusión a través de los pattern books o libros de patrones, la importación de mobiliario y otras artes decorativas de Europa y su directa traída de mano de arquitectos foráneos, caso del portugués Cayetano de Acosta.
De este modo, para el caso español es difícil hablar de la existencia de un rococó puro sino, más bien, de un barroco tardío que toma prestados elementos del rococó francés. La genérica denominación de rococó para el arte español del siglo XVIII obedece a una trasnochada tendencia de considerar el rococó como la lógica evolución del barroco. Hay que tener en cuenta que el estilo nace en Francia, país en el que el arte del siglo precedente, conocido como el Grand Siécle, fue sustancialmente diverso al caso hispano, por su carácter más clasicista. Por tanto, el estilo nace más como reacción que como evolución del XVII francés. Por otra parte, el rococó es un arte eminentemente burgués y profano, difícilmente conciliable al arte religioso, el más abundante del barroco español. A esta tradicional confusión terminológica ha contribuido la presencia en el XVIII español de arquitectos italianos y soluciones traídas del barroco italiano (más movido en planta), ajenas al rococó pero confundidas con este.
Con todo, al margen de la discutible huella del rococó en el arte religioso español del siglo XVIII, es posible rastrear algunos ejemplos del rococó en España, fundamentalmente en las tipologías civiles y, sobre todo, en el ámbito cortesano, al calor de la nueva dinastía borbónica.

### Pintura
Pueden considerarse pintores de transición, pero ya con una atmósfera y una delicadeza cromática que anuncia la nueva sensibilidad rococó que estaba empezando a triunfar en Roma, Nápoles y Venecia, algunas de las obras de Miguel Jacinto Meléndez (1675-1734) o los jóvenes pintores de cámara Juan Bautista Peña (1710-1773) y, de forma más acusada, el aragonés Pablo Pernicharo (1705-1760), quienes, pensionados en Roma y discípulos de Agostino Masucci, muestran en sus obras de 1740 una simbiosis entre lo barroco académico y lo rococó.
Gaya Nuño, en un artículo de 1970, estimaba que la corriente rococó había tenido poca aceptación en España a causa del estorbo que le había hecho el último barroco español, genuina creación nacional a diferencia del importado rococó. En el, a su entender, escaso rococó español, la pintura se había desarrollado paradójicamente en pleno reinado de la Academia de Bellas Artes de San Fernando y se había manifestado de forma reducida y desdibujada en los cartones para tapices de Goya, de Francisco y Ramón Bayeu o de José del Castillo, y especialmente en un extraordinario pintor rococó, Luis Paret y Alcázar. Una década después Jesús Urrea esbozó una Introducción a la pintura rococó en España y defendía la existencia de tal corriente pictórica y daba algunas de las líneas de estudio e interpretación de la misma.
- Las aportaciones y realizaciones de los pintores españoles formados en Italia en el ambiente de la renovación barroco académica y rococó: Hipólito Rovira (1693-1765), José Luzán Martínez (1710-1785) y Antonio González Velázquez (1723-1793).

- La presencia de grandes pintores italianos en la corte de Madrid mediada la centuria (Michel-Ange Houasse, Bartolomeo Rusca, Jacopo Amigoni, Corrado Giaquinto, Giovanni Battista Tiépolo), con sus vastas realizaciones decorativas y sus enseñanzas en el reinado de Fernando VI y en la primera etapa del de Carlos III.

Como pintores españoles del siglo XVIII, cercanos al Rococó pero de tendencia academicista, destacan Luis Meléndez y Luis Paret; también el italiano Giovanni Battista Tiepolo, que trabajó en España junto a Mengs.
Discípulo de José Luzán y luego de Corrado Giaquinto es el aragonés Juan Ramírez de Arellano (1725-1782), quien se muestra fuertemente influido por el último, pero dejó la pintura por la música. Pintor más joven que luego pasaría a la órbita de Mengs y se formó en el rococó fue el valenciano Mariano Salvador Maella; dentro de la estética rococó, pero al margen del ambiente creado por Giaquinto, se mueven en España dos pintores franceses llegados en momentos distintos; el primero fue Charles-Joseph Flipart (1721-1797), un pintor y grabador que vino a España en 1748 acompañando a su maestro Jacopo Amigoni y fue pintor de cámara en 1753; el otro fue Charles-François de la Traverse (1726-1787), que estuvo en Madrid acompañando al embajador de Francia marqués de Ossun y decidió quedarse; fue discípulo de Boucher, había residido pensionado en Roma y fue maestro de Luis Paret.
También cabe destacar la obra pictórica de Antonio Viladomat y de Francesc Tramulles Roig, discípulo del anterior y menos conocido debido al carácter efímero de su obra. Francesc Pla, conocido como «el Vigatà», mostró una leve influencia del Rococó en las pinturas del Palacio Moja de Barcelona, si bien el resto de su obra hay que ubicarla dentro de un lenguaje barroco. Otros pintores de esta tendencia fueron los hermanos de Antonio, Luis González Velázquez (1715-1763) y Alejandro González Velázquez (1719-1772), el madrileño de ascendencia aragonesa y discípulo de Giaquinto José del Castillo (1737-1793); el aragonés Juan Ramírez de Arellano (1725-1782) y el valenciano José Camarón y Boronat (1731-1803). En Sevilla el rococó se contagia del influjo murillesco en la obra de Juan de Espinal (1714-1783).

### Arquitectura y retablos

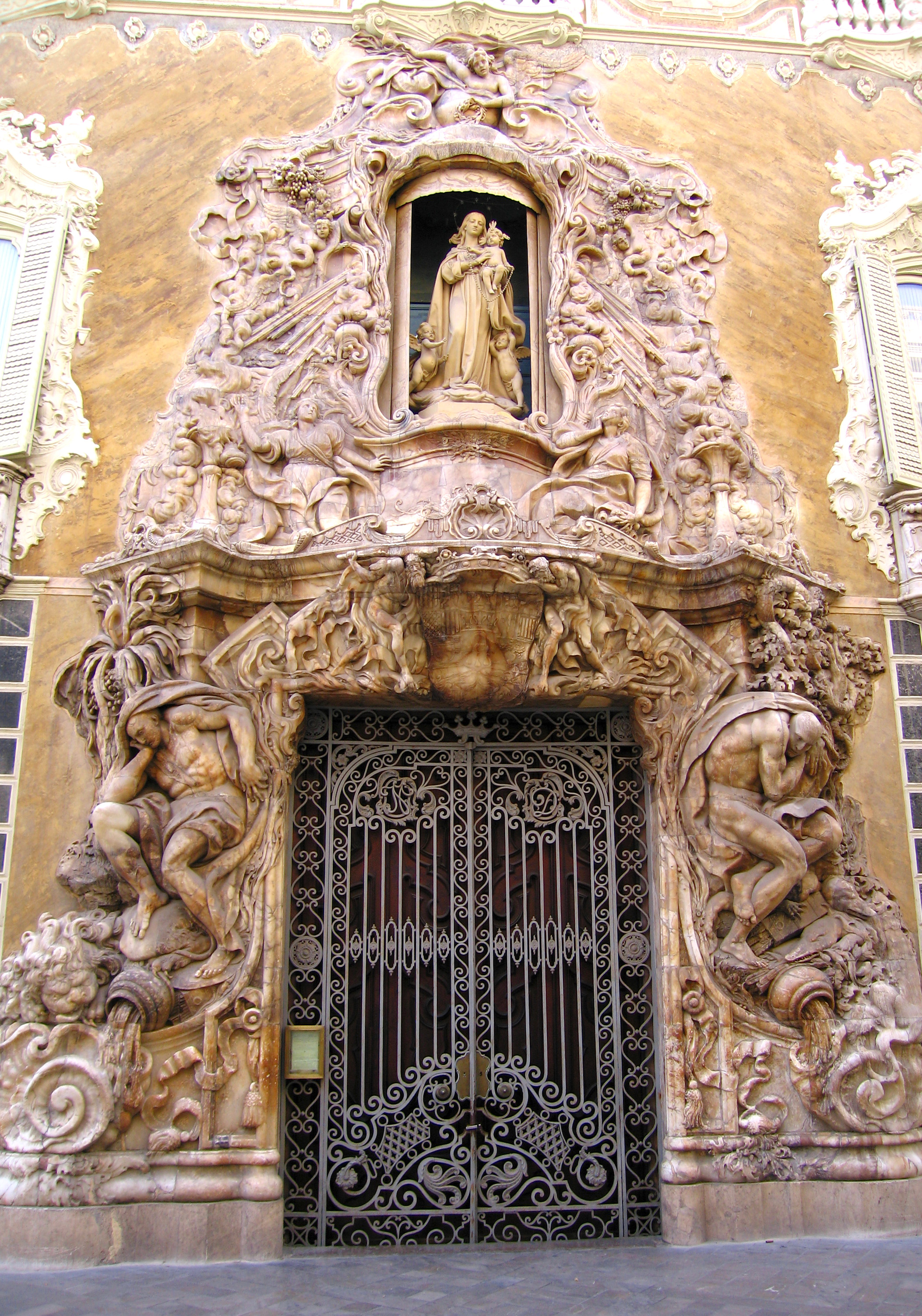
Fachada del Palacio del Marqués de Dos Aguas (1740-44), en Valencia.

En el ambiente cortesano de Madrid encontramos los más hermosos ejemplos del Rococó español. En el Palacio Real de Madrid, mandado construir por Felipe V en 1738, se halla el soberbio Salón de Gasparini y el Salón de Porcelana. En el mismo palacio encontramos el Salón del Trono, un impresionante conjunto con muchos ejemplos de mobiliario rococó como los doce espejos monumentales acompañados de sus correspondientes consolas y el trono real. En Aranjuez, también en Madrid, encontramos una pieza única en el Salón de Porcelana del Palacio Real, verdadera joya profusamente decorada en tiempos de Carlos III con motivos chinescos muy del gusto por lo orientalizante y exótico del Rococó. También en la capital de España se encuentran algunos templos que acusan la influencia del Rococó, como la basílica de San Miguel, trazada por el arquitecto italiano Santiago Bonavia en 1739 y terminada en 1745.
En Valencia destaca el Palacio del Marqués de Dos Aguas (1740–1744), con fachada diseñada por el pintor y grabador Hipólito Rovira y ejecutada por Ignacio Vergara y Luis Domingo, sin duda uno de los edificios claves del Rococó español.
Respecto a la arquitectura de retablos, algunos de los retablistas que se dejaron seducir por la rocalla fueron Narciso Tomé y Cayetano de Acosta, siempre trabajando bajo una tipología tan característica del Barroco español como es el retablo.

### Escultura
Más allá de la escultura posbarroca de inspiración nacional conocida como churrigueresca (por los hermanos José Benito, Joaquín y Alberto Churriguera), la estética rococó se desarrolló en las artes decorativas y en el lujoso y suntuoso mobiliario de espejos monumentales y salones de porcelana como los que hay en los Palacios Reales de Madrid y Aranjuez. En cuanto a la talla en madera destaca el murciano Francisco Salzillo, inspirado en las formas delicadas del Rococó y famoso por sus belenes italianizantes; también puede incluirse a Francisco Hurtado Izquierdo, asimismo arquitecto del Churrigueresco. Por otra parte, la mayor concentración de escultura rococó en España se da en el Palacio Real de la Granja de San Ildefonso, donde destacan las escenas mitológicas; y en el Paseo del Prado de Madrid, con las fuentes de Neptuno y de Cibeles, ambas fruto de la colaboración de varios talentos.

## El Rococó en Alemania
La influencia de la Ilustración en Alemania comenzó relativamente tarde debido a las consecuencias de la Guerra de los treinta años. Los diferentes Estados se encontraban en una situación difícil tanto política como económica. Con la llegada del rococó los ideales de la Ilustración empezaron a ser perceptibles, pero no tuvieron una gran influencia.

### Pintura
Una de las principales figuras germánicas es Franz Anton Maulbertsch, activo en una vasta región de Europa Central y Oriental decorando numerosas iglesias; es uno de los grandes maestros del fresco del siglo XVIII, muchas veces comparado a Tiepolo por la elevada calidad de su obra. También deben ser incluidos como maestros importantes del Rococó germánico monumental Johann Baptist Zimmermann, Antoine Pesne, Joseph Ignaz Appiani, Franz Anton Zeiller, Paul Troger, Franz Joseph Spiegler, Johann Georg Bergmüller, Carlo Carlone, entre muchos otros, que dejaron una marca en sus obras en palacios e iglesias.
Los ilustradores de libros científicos cobran una gran importancia, surgiendo la figura del "artista científico". Entre los más destacados se encuentran Johannes Goedaert, Maria Sibylla Merian, August Johann Rösel von Rosenhof y Georg Dionys Ehret.

### Escultura
Destacan Joseph Anton (1696-1770) y el bávaro Johann Baptist Straub (1704-1784). 

### Arquitectura
El rococó francés, al irrumpir en Alemania, se fusiona con el barroco germánico. Bebía también del barroco recargado y de procedencia italiana. Arquitectos como Borromini o Guarino Guarini sirvieron como fuente de inspiración a las pequeñas cortes alemanas que deseaban imitar lo francés y recurrían con frecuencia a arquitectos de dicha procedencia. Destacan la basílica de Ottobeuren (Baviera), el Palacio Solitude de Stuttgart, el palacio Augustusburg en Brühl o el palacio Falkenlust, también en Brühl; también se deja notar en iglesias y campanarios solos o en pareja, sobre todo en el sur del país, donde en contadas ocasiones dejaban entrever desde el exterior los esplendores que albergaban. Ejemplo de ello son la basílica de Ottobeuren, en Baviera, o la Wieskirche (iglesia del prado), proyectada por Dominikus Zimermann y situada en las proximidades de Füssen y Oberammergau, también al sur de Baviera. Fue el arquitecto François de Cuvilliés, el que realizó las obras más directamente relacionadas con los modelos franceses del rococó, tal y como hizo en la decoración del palacio de Nymphenburg. Otro arquitecto de reconocido prestigio fue Johann Balthasar Neumann, quien, apoyándose en los modelos de Guarino Guarini, levantó estructuras empleando entonces la decoración característica del rococó. Entre sus proyectos más destacados se encuentran la residencia del Obispo elector de Würzburgo y las iglesias de Neresheim y Vierzehnheiligen. En Potsdam, Georg Wenzeslaus von Knobelsdorff realizó para Federico el Grande el palacio de Sanssouci, a imagen y semejanza del Gran Trianón. En Prusia, Matthaus Daniel Poppelmann (1662-1736), construye en Dresde el pabellón de fiestas del Zwinger, cuidando que armonice con el paisaje. Las escaleras con curvas en todos los sentidos dan alegría tanto al edificio como a los jardines mientras las grutas y fuentes albergan todos tipos de personajes mitológicos. El Palacio del Belvedere, en Viena, es otra muestra de este estilo.

### Literatura
Se puede incluir en el rococó a Friedrich Hagedorns, Ewald Christian von Kleist y el suizo Salomon Gessner, famoso por sus Idilios, pero también como pintor. Hubo un grupo de poetas rococó en la Universidad de Halle que destacó por sus anacreónticas y pequeños poemas; fueron Johann Peter Uz, Johann Wilhelm Ludwig Gleim y Johann Nikolaus Götz.

## El Rococó y la Iglesia católica

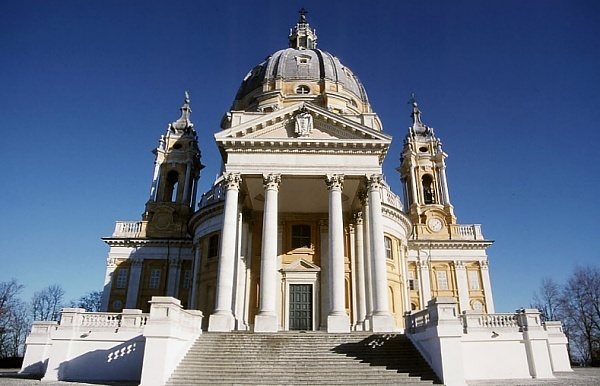
La basílica de Superga, en Turín.

Una visión crítica del Rococó en el contexto eclesiástico fue sostenida en la Enciclopedia católica. Para la iglesia, el estilo Rococó se podía asimilar a la música profana, contrapuesta a la música sacra. La carencia de simplicidad, la exterioridad y la frivolidad tenían el efecto de distraer del recogimiento y de la plegaria.
Con todo, eliminada su exterioridad más explícita, el resultado pudo ser aceptado como en consonancia con un ambiente dedicado al culto. En el desarrollo del Rococó, encontramos una decoración compatible con el aspecto sagrado de las iglesias.

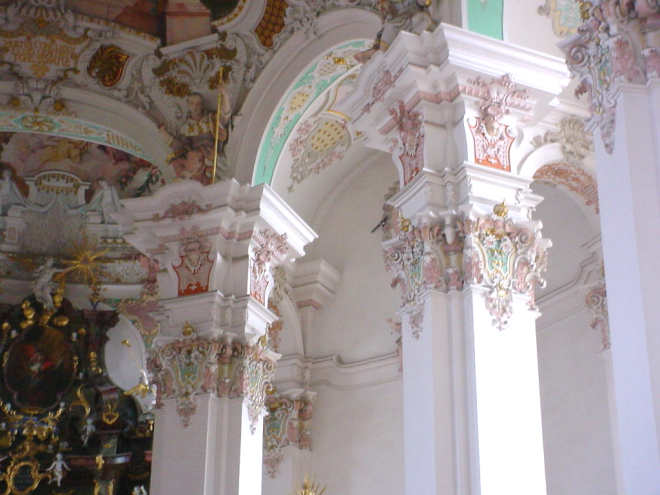
Capitel rococó en Steinhausen (Bad Schussenried).

Los artistas franceses parecen no haber considerado nunca la belleza de la composición del objeto principal, mientras que los alemanes hacen de la potencia de las líneas su característica principal. En el interior de las iglesias, el Rococó pudo ser tolerado, dado que los objetos eran pequeños como un vaso, una mesita de un corazón, una luz, una barandilla o una balaustrada y no eran demasiado evidentes a la vista. Resulta estar más en consonancia en la sacristía y en ambientes no propiamente de culto, más que en la iglesia propiamente dicha. El estilo Rococó se adapta muy mal al oficio solemne de la función religiosa, con el tabernáculo, el altar o el púlpito.
En el caso de grandes objetos, la escultura rococó resulta bella, pero a la vez se encuentra un parecido con el Barroco. Los elementos fantasiosos de este estilo no se adaptan a las grandes paredes de las iglesias. En cualquier caso, todo tiene que ser según la situación local y las circunstancias. Hay piezas del Rococó auténticamente bellas, mientras que algunas otras no responden a los cánones e intentan asimilarse a objetos sacros.
Entre los materiales utilizados en el estilo rococó figuran la madera tallada, el hierro y el bronce, utilizado en la construcción de balaustradas y portales. Un elemento distintivo es el dorado que cubre los fríos materiales metálicos, más aceptables para la implantación en ambientes no profanos.